# Guàrdia Civil
|  | Per a altres significats, vegeu «Guàrdia Civil (Israel)». |

La Guàrdia Civil, anomenada en alguns àmbits «Benemérita», és el primer cos de seguretat pública d'àmbit estatal sorgit a l'Estat espanyol. És un institut armat de naturalesa militar que forma part de les Forces i Cossos de Seguretat de l'Estat. Com a cos de seguretat de l'Estat, l'article 104 de la Constitució li fixa la missió primordial de protegir el lliure exercici dels drets i llibertats dels espanyols i garantir la seguretat ciutadana, sota la dependència del Govern d'Espanya.
La Guàrdia Civil participa en la Força de Gendarmeria Europea (EUROGENDFOR) juntament amb les forces de policia de naturalesa militar de França, Països Baixos, Itàlia, Portugal i Romania.

## Història
La Guàrdia Civil és un institut armat fundat el 1844 pel Duc d'Ahumada, durant el regnat d'Isabel II.
El lema de la Guàrdia Civil és: «L'Honor és la meva Divisa», extret de l'article 1r del Reglament per al Servei escrit pel seu fundador, que literalment diu: «L'honor és la principal divisa del Guàrdia Civil. Per tant, ha de conservar-se sense taca. Una vegada perdut no es recobra mai.» i que reflecteix l'esperit que regeix l'Institut i la qualitat més valorada pel mateix.
Des dels seus principis, la Guàrdia Civil va ser coneguda popularment com a "Benemérita", pels seus serveis prestats a la societat, aquesta denominació es va convertir en oficial en atorgar-se-li, per Reial Ordre de 4 d'octubre de 1929, la Gran Creu de la Beneficència.
El febrer de 2019, es va barrar l'accés a la Guàrdia Civil a les persones amb disgenèsia, hipogenèsia i agenèsia gonadal i genital, criteri que ginecòlegs consideren absurd.

## Emblema
Des del 1943, l'emblema del cos és un feix romà coronat i travessat per una espasa apuntant cap avall, i abans d'aquest consistia en les lletres G i C entrellaçades. Mentre que el feix és considerat tradicionalment com símbol de justícia des de l'època romana, l'espasa sotmesa al feix simbolitza la submissió de la força davant la justícia.
Donat que el feix és el símbol tradicional del feixisme italià i que fou instaurat a l'emblema del cos durant la Segona Guerra Mundial, alguns historiadors atribueixen l'adopció del símbol a motius ideològics i d'imatgeria —per causa del feixisme d'Itàlia i d'Alemanya i de la necessitat de reforçar un determinat caràcter del cos.

## Organització
La Guàrdia civil té, bàsicament, una doble dependència:
- Del Ministeri de l'Interior quant a serveis, retribucions, destinacions i mitjans.
- Del Ministeri de Defensa quant a ascensos, disciplina i missions de caràcter militar, així com durant l'estat de setge i el temps de guerra.

El seu màxim òrgan de govern dins de l'estructura orgànica s'anomena Direcció General de la Guàrdia Civil. Des del 18 de novembre de 2016, el càrrec de director general recau sobre el jurista castellà José Manuel Holgado Merino.
Té presència a tot el territori espanyol, fins i tot a les poblacions més petites. L'organització perifèrica de la Guàrdia Civil es divideix per Zones, una per cada comunitat autònoma; Comandàncies, una per província; Companyies; Puestos (principals i ordinaris) i puestos auxiliars, de menor entitat orgànica i de dependència del lloc; i unitats especials.
En molts dels casos els seus membres, anomenats guàrdies civils, viuen a les casernes juntament amb les seves famílies.

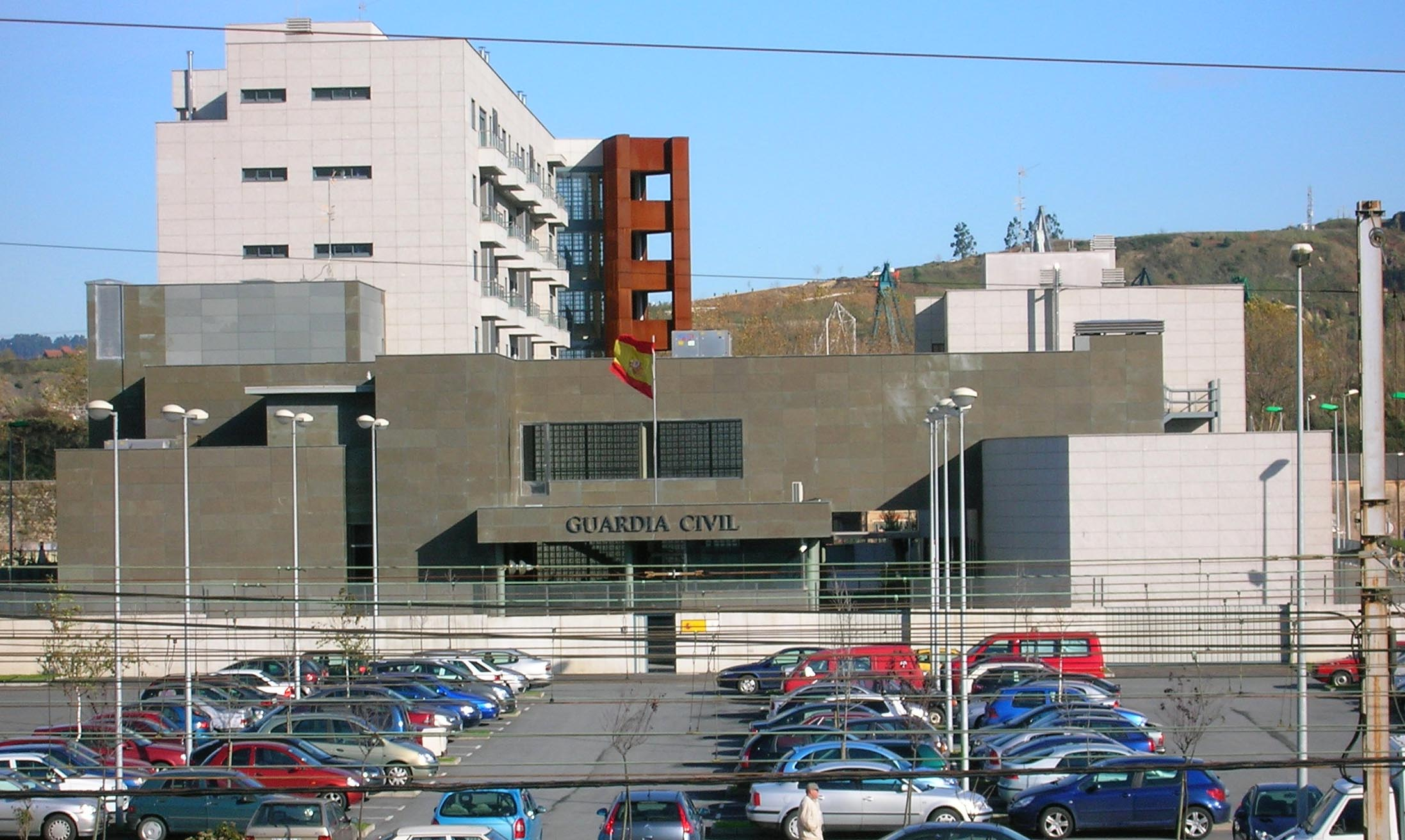
Casa quarter de la Guàrdia Civil a Barakaldo
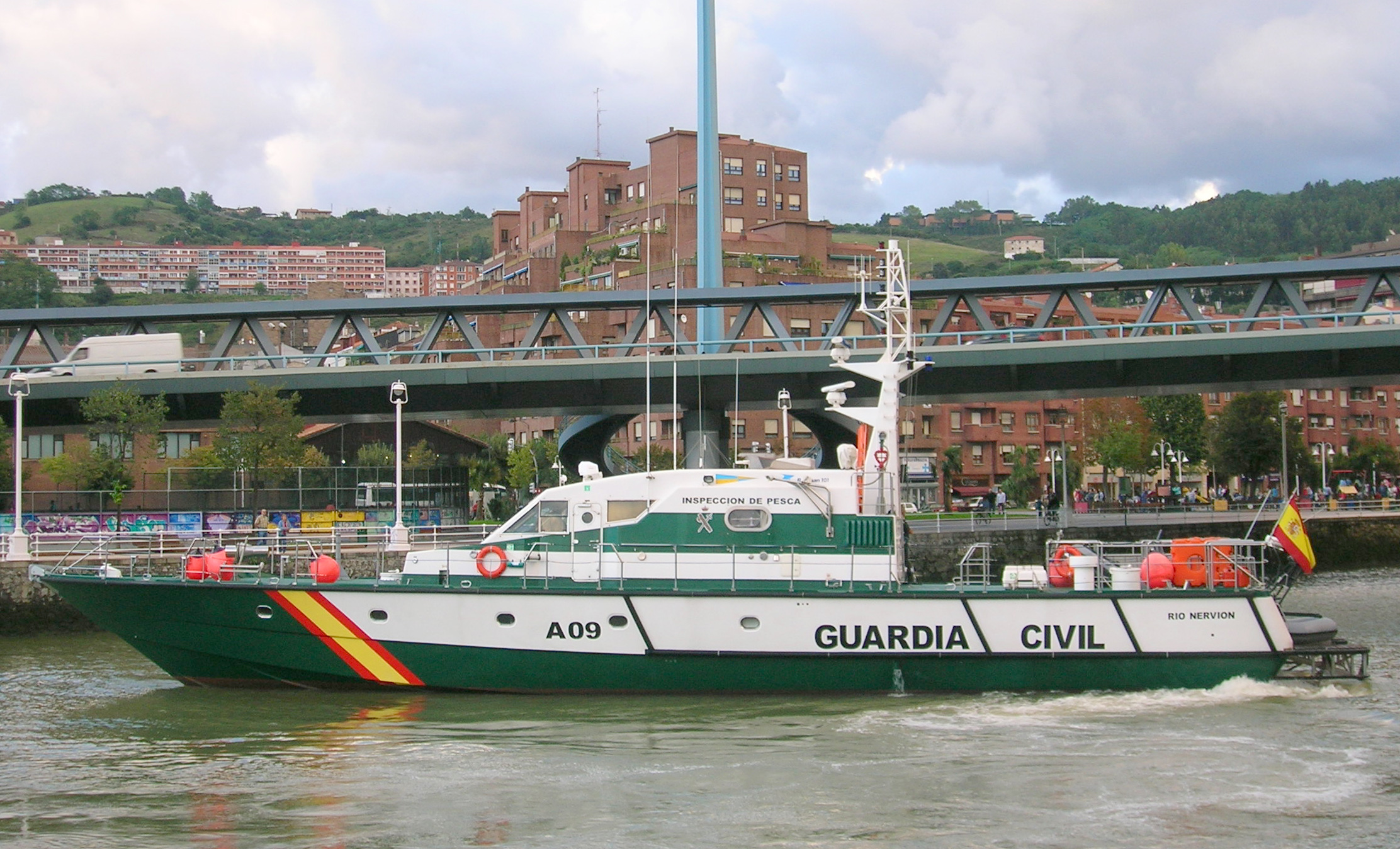
Patrullera Río Nervión dedicada a la inspecció de pesca
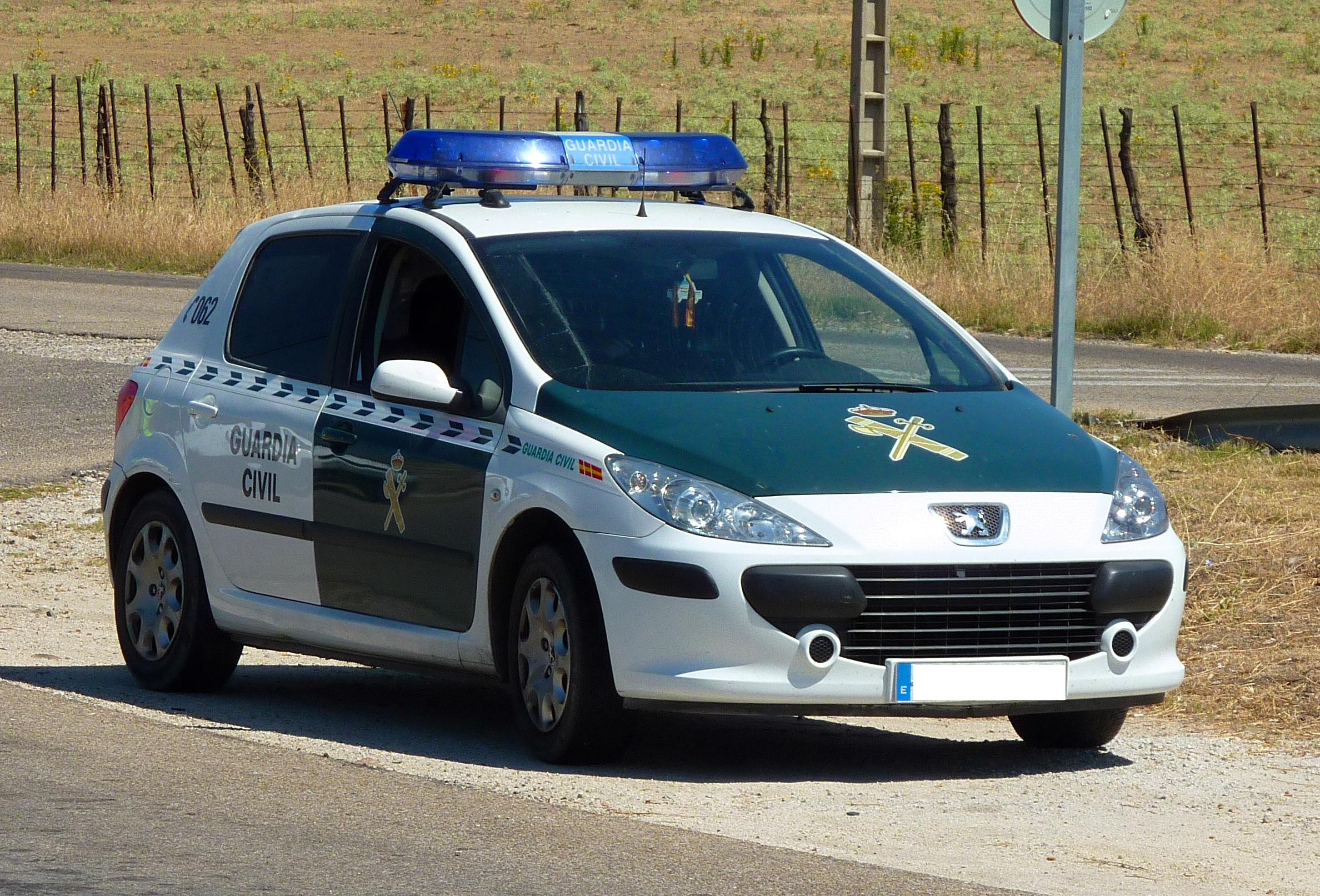
Peugeot 307 de la Guàrdia Civil

## Missió i funcions
Com a part de les Forces i Cossos de Seguretat de l'Estat, la Guàrdia Civil té la missió de protegir el lliure exercici dels drets i llibertats i garantir la seguretat ciutadana i l'exerceix mitjançant l'acompliment de les següents funcions:
- Vetllar pel compliment de les Lleis i disposicions generals executant les ordres que rebi de les autoritats competents, en l'àmbit de la seva competència.
- Auxiliar i protegir a les persones i assegurar la conservació i custòdia dels béns que es trobin en situació de perill per qualsevol causa.
- Vigilar i protegir els edificis i instal·lacions públiques que ho requereixin.
- Vetllar per la protecció i seguretat d'altes personalitats.
- Mantenir i restablir, l'ordre i la seguretat ciutadana.
- Prevenir la comissió d'actes delictius.
- Investigar els delictes per descobrir i detenir als presumptes culpables, elaborant els informes tècnics i pericials necessaris.
- Captar, rebre i analitzar quantes dades tinguin interès per a l'ordre i la seguretat ciutadana.
- Col·laborar amb els Serveis de Protecció Civil en els casos de greu risc, catàstrofe o calamitat pública.

D'acord amb el que es disposa en la Llei Orgànica 2/1986, de 13 de març, de Forces i Cossos de Seguretat, la Guàrdia Civil exerceix aquestes funcions, conegudes des de sempre com a servei peculiar del Cos, al territori que no correspongui a la Policia Nacional d'Espanya, així com en el mar territorial i li dedica un total de 46.000 agents, la qual cosa suposa pràcticament el 62% de tot el seu personal.

### Competències exclusives
D'acord amb el que es disposa en la Llei 2/86, la Guàrdia Civil exerceix, amb caràcter exclusiu, les següents competències:
- Les derivades de la legislació vigent sobre armes i explosius.
- El Resguard Fiscal de l'Estat i les actuacions encaminades a evitar i perseguir el contraban.
- La vigilància del tràfic, trànsit i transport en les vies públiques interurbanes. Actualment han estat transferides aquestes competències en les Comunitats Autònomes de Catalunya i País Basc. En la Comunitat Foral de Navarra és compartida amb la Policia Foral.
- La custòdia de vies de comunicació terrestre, costes, fronteres, ports i aeroports, i centres i instal·lacions que pel seu interès ho requereixin.
- Vetllar pel compliment de les disposicions que tendeixin a la conservació de la naturalesa i medi ambient, dels recursos hidràulics, així com de la riquesa cinegètica, piscícola, forestal i de qualsevol altra índole relacionada amb la naturalesa.
- La conducció interurbana de presos i detinguts.
- I aquelles altres que li atribueixi la legislació vigent.

Als serveis responsables del desenvolupament d'aquestes missions exclusives, coneguts com a especialitats, es dedica un 34% del personal (25.000 agents).

## Graus
El màxim cap, amb el càrrec de director general pot ser un civil o un militar (fins i tot un guàrdia civil). Segons la llei 42 de 25 de novembre de 1999, així com posteriors modificacions a la mateixa (Reial Decret 1073 del 22 de setembre de 2006; i Reial Decret 1264 del 21 de setembre de 2007), l'ordre de jerarquia del cos de la Guàrdia Civil s'estructura d'acord amb la següent escala. Tot i no tenir la consideració de sotsoficial, es concedeix als membres de l'escala bàsica de caporals i guàrdies el rang OR-6 a les missions internacionals i sota les ordres exclusives del Ministeri de Defensa:
| Codi OTAN | OF-8                     | OF-7                         | OF-6                         | OF-5              | OF-4                     | OF-3                | OF-2             | OF-1             | OF-1             |
| --------- | ------------------------ | ---------------------------- | ---------------------------- | ----------------- | ------------------------ | ------------------- | ---------------- | ---------------- | ---------------- |
| Espanya   | Divisa de tinent general | Divisa de general de Divisió | Divisa de general de Brigada | Divisa de coronel | Divisa de tinent coronel | Divisa de comandant | Divisa de capità | Divisa de tinent | Divisa d'alferes |
| Espanya   | Tinent general           | General de Divisió           | General de Brigada           | Coronel           | Tinent coronel           | Comandant           | Capità           | Tinent           | Alferes          |
|           |                          |                              |                              |                   |                          |                     |                  |                  |                  |

| Codi OTAN | OR-9                       | OR-9                       | OR-9                       | OR-9                  | OR-9                  | OR-9                  | OR-8              | OR-8              | OR-7                       | OR-7                       | OR6                | OR6                | OR6                | OR6                | OR6                | OR6                | OR-5                 | OR-5                 | OR-5                 | OR-5                 | OR-5                 | OR-5                 | OR-4                   | OR-4                   | OR-3           | OR-3           | OR-2                               | OR-2                               | OR-2                               | OR-2                               | OR-2                               | OR-2                               | OR-1                    |
| --------- | -------------------------- | -------------------------- | -------------------------- | --------------------- | --------------------- | --------------------- | ----------------- | ----------------- | -------------------------- | -------------------------- | ------------------ | ------------------ | ------------------ | ------------------ | ------------------ | ------------------ | -------------------- | -------------------- | -------------------- | -------------------- | -------------------- | -------------------- | ---------------------- | ---------------------- | -------------- | -------------- | ---------------------------------- | ---------------------------------- | ---------------------------------- | ---------------------------------- | ---------------------------------- | ---------------------------------- | ----------------------- |
| Espanya   | Divisa de suboficial mayor | Divisa de suboficial mayor | Divisa de suboficial mayor | Divisa de subteniente | Divisa de subteniente | Divisa de subteniente | Divisa de brigada | Divisa de brigada | Divisa de sargento primero | Divisa de sargento primero | Divisa de sargento | Divisa de sargento | Divisa de sargento | Divisa de sargento | Divisa de sargento | Divisa de sargento | Divisa de cabo mayor | Divisa de cabo mayor | Divisa de cabo mayor | Divisa de cabo mayor | Divisa de cabo mayor | Divisa de cabo mayor | Divisa de cabo primero | Divisa de cabo primero | Divisa de cabo | Divisa de cabo | Divisa de guàrdia civil de primera | Divisa de guàrdia civil de primera | Divisa de guàrdia civil de primera | Divisa de guàrdia civil de primera | Divisa de guàrdia civil de primera | Divisa de guàrdia civil de primera | Divisa de guàrdia civil |
| Espanya   | Sots-oficial major         | Sots-oficial major         | Sots-oficial major         | Sotstinent            | Sotstinent            | Sotstinent            | Brigada           | Brigada           | Sergent primer             | Sergent primer             | Sergent            | Sergent            | Sergent            | Sergent            | Sergent            | Sergent            | Caporal major        | Caporal major        | Caporal major        | Caporal major        | Caporal major        | Caporal major        | Caporal primer         | Caporal primer         | Caporal        | Caporal        | Guàrdia civil de primera           | Guàrdia civil de primera           | Guàrdia civil de primera           | Guàrdia civil de primera           | Guàrdia civil de primera           | Guàrdia civil de primera           | Guàrdia civil           |

| Espanya | Guàrdia Alumne | Guàrdia Alumne | Guàrdia Alumne |
| Espanya | Guàrdia Alumne |                |                |

## Especialitats
Amb la finalitat de donar el major servei a la societat, la Guàrdia Civil al llarg de la seva dilatada història ha anat creant unitats, grups i equips que cobrissin d'una manera més eficaç les competències assignades.
Unitats operatives
- Patrulles de Seguretat Ciutadana. Patrulles policials en demarcacions territorials a nivell municipal o supramunicipal.
- Unitats de Seguretat Ciutadana de la Companyia (USECICO). Actuen a nivell comarcal.
- Unitats de Seguretat Ciutadana de la Comandància (USECIC). Actuen a nivell provincial.
- Agrupació de Reserva i Seguretat (ARS). En ella s'integren les següents unitats:
  - Grups de Reserva i Seguretat (GRS). Unitat d'antiavalots.
  - Esquadró de Cavalleria.
  - Unitat de Reconeixement del Subsòl.
- Patrulles Fiscals Territorials.
- Servei Aeri. Integrat per:
  - Unitat d'Helicòpters (UHEL)
  - Unitat d'Ala Fixa (avions) (UAF)
- Grup d'Acció Ràpida (GAR). Integrat a la Unitat d'Acció Ràpida (UAR).
- Unitat Especial d'Intervenció (UEI)
- Informació.
- *Criminalística. Realitzen informes tècnics pericials i anàlisis de proves.
- Unitats Orgàniques de Policia Judicial (UOPJ). Integren les de zona, comandància i delictes específics.
- Unitat de Policia Judicial de Zona. Investigació de delictes a nivell autonòmic.
- Unitat Orgànica de Policia Judicial de Comandància. Investigació de delictes a nivell provincial.
- Equip de Policia Judicial. Investigació de delictes a nivell comarcal.
- Unitat Central Operativa (UCO). Investigació de delictes en l'àmbit nacional.
- Equips de dona i menors (EMUME).
- Grup de Delictes Telemàtics (EDITI).
- Equips de Delinqüència Organitzada i Antidroga (EDOA).
- Assumptes Interns.
- Servei de Protecció de la Naturalesa (SEPRONA). Actuen a nivell provincial.
- Patrulles motoritzades tot terreny de Protecció de la Naturalesa. Actuen a nivell comarcal.
- Destacaments de protecció a la Naturalesa. Protecció específica de certs espais naturals protegits.
- Grups de Rescat i Intervenció en Muntanya (GREIM).
- Grups Especials d'Activitats Subaquàtiques (GEAS). Integren les Unitats d'Activitats Subaquàtiques (UAS).
- Patrulles marítimes  Integren les Unitats d'Activitats Marítimes (UAM).
- Agrupació de Trànsit de la Guàrdia Civil (ATGC)
- Equips d'Atestats de l'ATGC.
- Grups d'Investigació d'Accidents de Trànsit (GIAT). Integrats a l'ATGC.
- Grups d'Investigació Fiscal i Antidrogues (GIFA). Actuen a nivell provincial.
- Guies canins.
- Unitats de Protecció i Seguretat (UPROSE)
- Grups d'Especialistes en Desactivació d'Explosius (GEDEX)
- Equips de Desactivació d'Explosius (EDEX). S'integren dins dels GEDEX.
- Equips de Recerca i Localització d'artefactes explosius (EBYL)
- Intervenció d'Armes i Explosius (IAE)
- Intervenció Central d'Armes i Explosius (ICAE)

Unitats de suport
- Automobilisme.
- Grup de Suport en Tecnologies de la Informació (GATI). Especialitat desplegada en Unitats Territorials tipus Comandància que va sorgir de la unió dels Serveis d'Informàtica i Transmissions davant la creixent relació dels sistemes de telecomunicacions amb les noves tecnologies de la informació.
- Armament.
- Unitat de Música de la Direcció general. És el resultat de la unificació de les dues unitats preexistents, la del Primer Terç Mòbil, situada a Madrid i la del Col·legi de Guàrdies Joves, a Valdemoro (Comunitat de Madrid).

## Critiques i controvèrsies
Al llarg de la seva història, la Guàrdia Civil ha estat criticada i ha estat involucrada en nombroses situacions o actuacions polèmiques. Durant tot el segle xix, l'exèrcit espanyol es va convertir en un actor regularment involucrat en política, i la Guàrdia Civil no en va ser una excepció. Per això el cos ha estat sovint descrit històricament com una força reaccionària. Manuel Buceta, comandant de la Guàrdia Civil, va participar activament en la rebel·lió militar de 1854, coneguda com la Revolució de 1854 a Espanya o Vicalvarada que va donar inici al bienni progressista (1854-1856). Novament la Guàrdia Civil va participar en una rebel·lió militar 1874, durant el Cop d'Estat del general Manuel Pavía, que va convertir la Primera República Espanyola d'una república democràtica a una república unitària dictatorial. Durant aquest cop, agents de la Guàrdia Civil i de l'Exèrcit van entrar a l'edifici del Congrés dels Diputats a Madrid, disparant trets a l'aire pels passadissos.
Durant les darreres dècades del segle xix i les primeres dècades del segle xx, Espanya va viure una època de gran agitació política. Durant aquest període, caracteritzat per vagues i grans protestes per part del moviment obrer i les seves organitzacions, la Guàrdia Civil va ser utilitzada per restablir l'ordre pels règims establerts, als quals el cos es va mantenir lleial. Això va suposar constants denúncies de les organitzacions obreres, que acusaven els agents del cos d'abús de força, muntatges i assassinats. Un dels casos més cèlebres és la de l'«organització anarquista secreta» Mano Negra, operativa suposadament a la dècada de 1880 a Andalusia, a la qual es van atribuir tota mena de crims, incloent-hi assassinats; això va justificar una gran persecució a les organitzacions clandestines anarquistes i socialistes, amb milers de detinguts. Alguns historiadors sostenen que, encara que la violència va estar molt present a l'Andalusia agrària de l'època, realment aquesta organització no hauria existit mai, sinó que seria un muntatge policial i una operació de bandera falsa del govern,en la qual la Guàrdia Civil s'hauria encarregat de la detenció de membres del moviment obrer i la fabricació i manipulació de proves. Per aquesta raó els 'guàrdies' van ser retratats negativament durant aquesta època a la literatura popular i la història, sobretot pels artistes expatriats espanyols i escriptors. Ja al segle xx, es poden citar esdeveniments que va quedar retractada l'actuació brutal del cos amb fets com la Setmana Tràgica de Barcelona del 1909 o la Vaga general del 1917.
Els caps de la Guàrdia Civil van recolzar la dictadura de Primo de Rivera (1923-1930), amb el suport també de gran part de l'Exèrcit Espanyol. Durant la Guerra Civil Espanyola, el cos pràcticament es va dividir al 50% entre els dos bàndols enfrontats i en tots dos els agents es van dedicar majoritàriament a tasques d'ordre públic a la rereguarda. Un cop acabada la guerra, durant la dictadura franquista, l'oposició clandestina va denunciar nombrosos casos de brutalitat policial a causa de la lleialtat de l'organització al règim.
A la dècada de 1980, durant la transició espanyola, la Guàrdia Civil va participar en el fallit cop d'estat del 23 de febrer de 1981. L'intent de rebel·lió va rebre el suport de molts alts càrrecs del cos, entre els quals hi havia el coronel Miguel Machado García, el capità Vicente Gómez Iglesias i més famosament el tinent coronel Antonio Tejero, que va assaltar el Congrés dels Diputats juntament amb uns 200 agents de la Guàrdia Civil. També durant aquesta dècada, agents de la Guàrdia Civil van participar en el terrorisme d'estat dels GAL contra ETA, informació treta a la llum per Diario 16 i El Mundo, gràcies als anomenats «papers del CESID» El director general de la Guàrdia Civil, Luis Roldán, va fugir d'Espanya el 1994 després de dimitir per ser imputat en casos de corrupció. Pocs anys després es lliuraria a Tailàndia i seria condemnat a presó. El 1990, El Mundo també va publicar que el comandant de la Guàrdia Civil, Rafael Masa, reclamat per la Justícia pel cas GAL, havia estat traslladat fora d'Espanya pel govern de Felipe González i enviat a Bolívia, on hauria participat en una operació policial que va matar quatre membres de l'organització comunista peruana Sendero Luminoso.